# Свёкла (корнеплод)

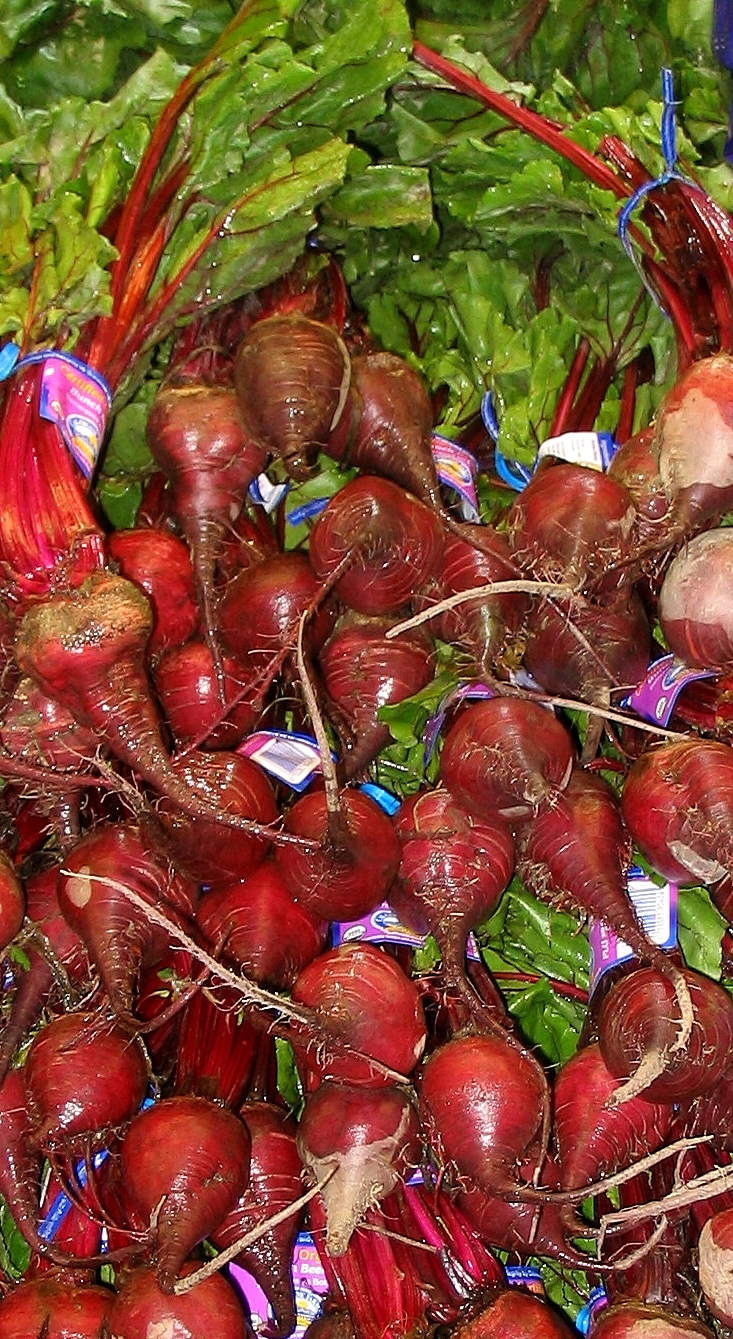
Корнеплоды свёклы

Свёкла — корнеплод культивируемых разновидностей растений вида свёкла обыкновенная. У дикорастущих разновидностей данного вида корнеплод отсутствует. 

## История
Первые корнеплодные формы свёклы появились (по Теофрасту) и были хорошо известны к IV веку до нашей эры. К началу н. э. появились культурные формы обыкновенной корнеплодной свёклы; в X—XI вв. они были известны в Киевской Руси, в XIII—XIV вв. — в странах Западной Европы. В XVI—XVII вв. произошла дифференциация её на столовые и кормовые формы; в XVIII в. из гибридных форм кормовой свёклы обособилась сахарная свёкла. С конца XIX и в XX вв. культура распространилась на все континенты.

## Химический состав и пищевая ценность
В корнеплодах свёклы обыкновенной содержатся сахара, белки, органические кислоты, минеральные соли (магний, кальций, калий, железо, иод и другие), красящие вещества, витамины, фолиевая кислота, бетаин.